# Zeewolfsmelk

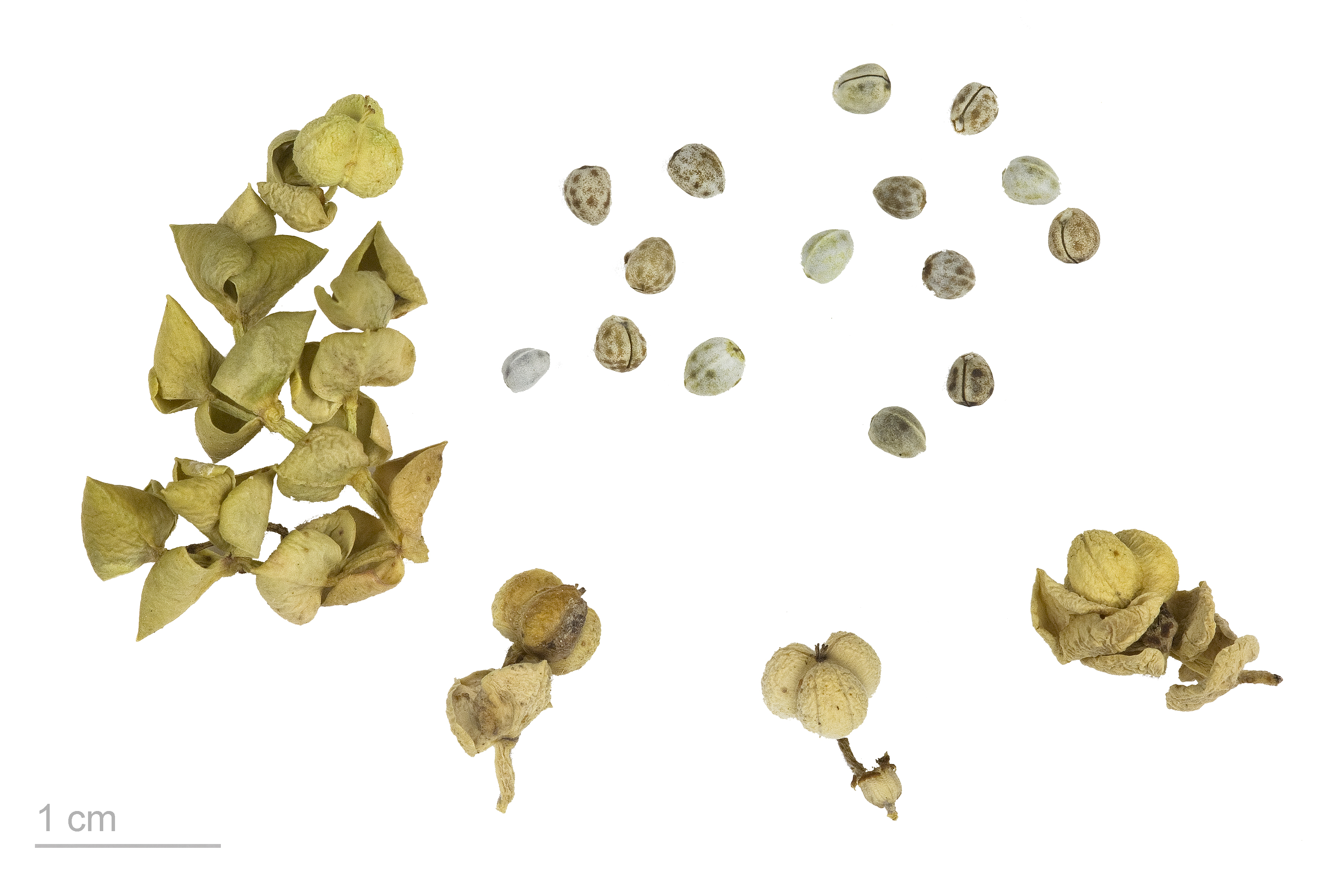
Euphorbia paralias

De zeewolfsmelk (Euphorbia paralias, synoniem: Euphorbia maritime) is een vaste plant die behoort tot de wolfsmelkfamilie (Euphorbiaceae). De soort staat op de  Nederlandse Rode lijst van planten als zeer zeldzaam en matig in aantal afgenomen. Zeewolfsmelk komt van nature voor aan de kust van Europa en Noord-Afrika en in Nederland is hij alleen algemeen aan de kust van Voorne-Putten. Sinds 2008 is de plant ook te vinden in de duinen bij Santpoort.
De plant wordt 30-60 cm hoog, heeft een diepe penwortel en blauwgroene, dikvlezige bladeren, die dicht op elkaar zitten. De bladeren zijn 1-3 cm lang en 1-6 mm breed. De rechtopstaande stengel is iets houtig. De plant is eenslachtig en bloeit van mei tot juli met een twee- tot negenstralig samengesteld gevorkt bijscherm. De schutbladen onder de bloempjes lijken net normale blaadjes. De randklieren hebben twee hoorntjes. De bloemen worden bestoven door insecten, vooral door mieren. Het witte sap van de plant is giftig voor mens en dier.
De vruchten zijn explosieve driekluizige kluisvruchten met één gerimpeld zaadje per kluis. Het zaad is rijk aan olie en het heeft een mierenbroodje, waardoor het door mieren versleept wordt.
Zeewolfsmelk groeit aan de kust aan de voet van de duinen.